# Cartmel Fell
Cartmel Fell är en by och en civil parish i Cumbria, England. Orten har 309 invånare (2001). Den har en kyrka.